# ابراهیم‌آباد (فهرج)
ابراهیم‌آباد یا حاجی‌آباد روستایی در دهستان فهرج بخش مرکزی شهرستان فهرج استان کرمان ایران است.

## جمعیت
بر پایه سرشماری عمومی نفوس و مسکن در سال ۱۳۹۵ این روستا بدون جمعیت بوده‌است.